# Neoathyreus catharinae
Neoathyreus catharinae es una especie de coleóptero de la familia Geotrupidae.

## Distribución geográfica
Habita en Brasil.